# Ingrandes-le-Fresne-sur-Loire
Ingrandes-le-Fresne-sur-Loire község Franciaország Loire mente régiójában, Maine-et-Loire megyében. Új községként 2016. január 1-jén jött létre Ingrandes és Le Fresne-sur-Loire község egyesítésével.
2024. január 1-jén Saint-Sigismond is beolvadt az új községbe. Ekkor az új község lélekszáma 3145 fő lett. Lakosainak száma 3069 fő (2022. január 1.).

## Népesség
| 2021 | 3 070 |
| 2022 | 3 069 |